# Maneti georgian

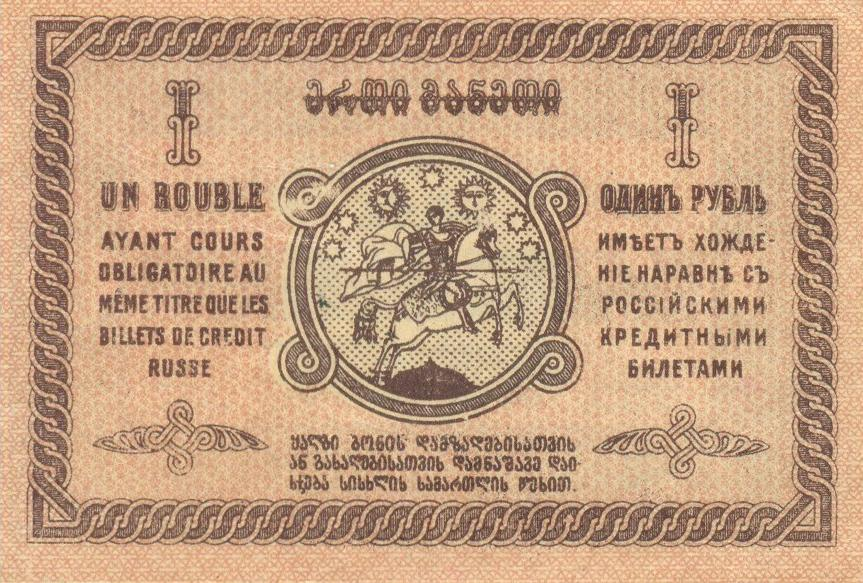
Bancnotă cu valoare nominală de 1 manati, emisă de Republica Democrată Georgia, în anul 1919, cu inscripții în limbile georgiană, franceză și rusă (revers)

Maneti (în georgiană მანეთი, iar în rusă грузинский рубль, adică: „rublă georgiană / rublă gruzină”) a fost moneda Republicii Democrate Georgia și a Republicii Sovietice Socialiste Georgiene, din 1919 până în 1923. 

## Etimologie
Cuvântul georgian მანეთი (citit:  maneti) este un împrumut din limba rusă: монета, pronunțat: [man'eta] (la plural: монеты, pronunțat: [man'etî]), care semnifică „monedă metalică”, „mărunțiș”. La rândul său, cuvântul rusesc монета a fost împrumutat din limba latină: moneta „monedă”, eventual, prin intermediar italian: moneta. 
Maneti a rămas denumirea rublei sovietice, în limba georgiană.
Cuvântul din georgiană კაპეიკი (citit: kapeiki) a fost împrumutat din pluralul rusesc: копе́йки, citit [kapе́iki]. Rusescul (singular) копе́йкa derivă din cuvântul копьё (pronunțat [kapió], în română „suliță”. Primele monede cu valoarea unei sutimi de rublă, care au fost bătute în Cnezatul Moscovei, după cucerirea Novgorodului în 1478, aveau gravate pe o față stema moscovită, „Sfântul Gheorghe ucigând balaurul cu o suliță”. Copeicile rusești din zilele noastre folosesc și ele această simbolistică.

## Istorie
În 1919, maneti georgian a înlocuit prima rublă transcaucaziană și se împărțea în 100 de kapeiki (în georgiană კაპეიკი). 
Au fost emise doar bancnote, în cupiuri cuprinse între 50 de kapeiki și 5.000 de maneti. Exceptând bancnotele cu valoare nominală de 50 de kapeiki, pe reversul bancnotelor sunt redate și denumirile în limbile franceză (roubles) și rusă  (рублей). 
Republica Sovietică Socialistă Georgiană a emis bancnote cu valori nominale cuprinse între 5.000 și 5 milioane de maneti.
Maneti georgian a fost înlocuit de cea de-a doua rublă transcaucaziană după ce Georgia a fost inclusă în Republica Sovietică Federală Socialistă Transcaucaziană.

## Bancnote
| Cupiuri      | Culoare predominantă | Imagine pe avers | Imagine pe revers |
| ------------ | -------------------- | ---------------- | ----------------- |
| 50 Kapeiki   | Albastru/Galben      |                  |                   |
| 1 Maneti     | Roșu                 |                  |                   |
| 3 Maneti     | Verde                |                  |                   |
| 5 Maneti     | Maro                 |                  |                   |
| 10 Maneti    | Roșu                 |                  |                   |
| 50 Maneti    | Maro/Negru           |                  |                   |
| 100 Maneti   | Verde                |                  |                   |
| 500 Maneti   | Roșu/Maro            |                  |                   |
| 500 Maneti   | Verde/Maro           |                  |                   |
| 1.000 Maneti | Roșu/Maro            |                  |                   |
| 1.000 Maneti | Roșu/Maro            |                  |                   |
| 5.000 Maneti | Albastrul/Maro       |                  |                   |